# Payne De Roet
Payne de Roet (Fiandre, 1310 circa – 1380 circa) è stato un militare fiammingo.
Viene a volte chiamato anche Sir Gilles de Roet, fu un nunzio e un cavaliere dell'Hainaut che fu coinvolto nei primi momenti di quella che divenne la Guerra dei cent'anni e in seguito visse gran parte della propria vita alla corte di Edoardo III d'Inghilterra che aveva sposato una sua compatriota, Filippa di Hainaut. Il motivo per cui è maggiormente noto è l'essere divenuto l'antenato della dinastia dei Tudor attraverso sua figlia Katherine che sposò Giovanni Plantageneto, I duca di Lancaster, uno dei figli di Edoardo, dai cui figli, cui venne dato il cognome di Beaufort, discese Margaret Beaufort, madre dell'uomo che divenne Enrico VII d'Inghilterra.

## La vita e la morte
Paon de Roet, che pare fosse stato battezzato come Gilles, era anche conosciuto come Payne, nome che venne poi latinizzato in Paganus. Tale nome Paganus de Rodio compare in un documento dove Rodium è il nome latino che viene dato alla piccola cittadina di Le Rœulx situata nell'Hainaut.
Payne decise di andare a cercare fortuna in Inghilterra sull'onda dei racconti della fortuna che il compatriota Fastre de Roet si era creato accompagnando sull'isola John de Beaumont (1288 - 11 marzo 1356) che nel 1326, insieme ad altri 300 uomini, era andato ad aiutare gli inglesi contro gli scozzesi. Fastre era il più giovane dei figli dell'ultimo signore di Roeulx, che discendevano dai Conti di Hainaut, e quando lui e il fratello Eustace caddero in ristrettezze finanziarie furono costretti a vendere le proprietà di famiglia. Fastre morì nel 1331 e venne sepolto nella chiesa locale, mentre suo fratello visse fino al 1336, è assai probabile che anche Payne provenisse da quella famiglia, forse da un ramo laterale.
È possibile che Payne sia giunto in Inghilterra al seguito di Filippa di Hainaut che nel 1328 vi si recò per andare in moglie a Edoardo III d'Inghilterra.
Il nome di Payne non appare nella lista di cavalieri al seguito di Filippa, ma, secondo gli scritti dello storico Jean Froissart, era d'uso che altri cavalieri addizionali venissero annoverati nel computo dei plusiers jeunes escuyers, i giovani diversi scudieri i cui nomi non venivano annotati.
Nelle sue opere Froissart crea un albero genealogico che comincia con Paganus de Rouet Hannoiniensis, aliter dictus Giuen Rex Armorum, in altri termini come Paganus de Roet, dell'Hainaut, altrimenti detto Re d'armi della Guienna, terra che era controllata da Edoardo.
Nel 1347 Payne venne mandato a Calais, che era appena uscita da un assedio e fu uno dei cavalieri incaricati dalla regina di scortare i sei cittadini che si erano offerti come ostaggi affinché Calais venisse liberata e che lei stessa aveva chiesto fossero salvati, fuori dalla città e che divennero poi noti come I borghesi di Calais.
Nel 1349 Payne tornò in patria per servire Margherita II di Hainaut, sorella della regina, che era divenuta Imperatrice del sacro romano impero e i suoi tre figli, Wouter, Philippa e Catharina, lasciando i propri tre figli alle cure della regina Filippa. Payne morì attorno al 1380.

## I figli
Payne ebbe, da una donna sconosciuta, almeno quattro figli, Katherine, Philippa, Isabel o Elizabeth e Walter. Isabel entrò nel convento di St. Waudru a Mons attorno al 1366 e in quell'anno Philippa si sposò con lo scrittore e cortigiano Geoffrey Chaucer che conosceva fin da quando, bambini, erano entrambi a servizio di Elisabetta de Burgh. Katherine invece divenne la governante dei figli che Giovanni Plantageneto, I duca di Lancaster, aveva avuto dalla prima moglie Bianca di Lancaster, dopo la morte di questa, nel 1369, i due erano divenuti amanti e insieme avrebbero avuto diversi figli nati al di fuori del vincolo del matrimonio e la loro storia durò fino alla morte di lui avvenuta nel 1399. Giovanni contrasse anche un secondo matrimonio con Costanza di Castiglia e solo dopo la morte di lei finalmente sposò Katherine legittimizzando la loro prole.
Payne venne sepolto nell'Antica cattedrale di San Paolo, la sua tomba insieme a quella del genero Giovanni e di Bianca di Lancaster andò distrutta nel grande incendio del 1666.